# Авзан
Авзан (фр. Avezan) насеље је и општина у јужној Француској у региону Миди Пирене, у департману Жерс која припада префектури Кондом.
По подацима из 2011. године у општини је живело 75 становника, а густина насељености је износила 13,25 становника/km². Општина се простире на површини од 5,66 km². Налази се на средњој надморској висини од 170 метара (максималној 200 m, а минималној 96 m).

## Демографија
| 1962. | 1968. | 1975. | 1982. | 1990. | 1999. | 2011. |
| ----- | ----- | ----- | ----- | ----- | ----- | ----- |
| 83    | 99    | 84    | 77    | 83    | 84    | 75    |

График промене броја становника у току последњих година